# Julia Lázaro
Julia Lázaro Etxeberria (Pamplona, 1916–Madrid, 24 de agosto de 1940) fue una sastra española republicana, combatiente del Quinto Regimiento durante la guerra civil española. Murió fusilada a los veinticuatro años.

## Biografía
Sastra de profesión, fue militante del Partido Comunista de España y miembro del sindicato UGT. Al producirse el golpe de Estado del 18 de julio de 1936, tenía veinte años y se alistó voluntaria en el Quinto Regimiento de las Milicias Populares de la República.
En abril de 1939, ya acabada la Guerra Civil su padre, Robustiano Juan, electricista, afiliado a la UGT, que había trabajado en los diarios La Voz y Sol, y su hermana María, de veintiún años, sastra y viuda de un oficial republicano, fueron detenidos, acusados de la rebelión y enviados a la cárcel. El 23 de septiembre de ese mismo año, a raíz de una denuncia del portero de su casa, también fue detenida Julia Lázaro. Durante los diez días que estuvo retenida en la Dirección General de Seguridad en la Puerta del Sol, fue sometida a duros interrogatorios, torturas y violaciones por parte de nueve policías franquistas.
Ingresó en la Cárcel de mujeres de Ventas y fue sometida a un consejo de guerra con sentencia de pena de muerte. Mientras esperaba la ejecución, se dio cuenta de que estaba embarazada de sus violadores. El niño nació el 8 de junio de 1940 y fue llamado Juan Emilio Lázaro. El 24 de agosto de 1940, Julia Lázaro fue fusilada en la tapia del Cementerio del Este de Madrid. Se cree que el niño fue ingresado en un orfanato.
Se piensa que la vida de Julia Lázaro inspiró varios episodios de la novela-testimonio Desde la noche y la niebla, de la escritora Juana Doña.